# Alexander Eisenkopf
Alexander Eisenkopf (* 4. November 1962) ist ein deutscher Wirtschaftswissenschaftler und Hochschullehrer. Er ist seit 2003 Professor an der Zeppelin Universität Friedrichshafen.

## Leben
Von 1971 bis 1980 besuchte Eisenkopf den humanistischen Zweig des Gymnasiums Tilemannschule Limburg und erlangte im Dezember 1980 die Allgemeine Hochschulreife. Den Wehrdienst leistete er von Januar 1981 bis März 1982 u. a. in einem Fernmeldezug bei der Panzergrenadierbrigade 13 ab. Anschließend begann er ein Studium der Physik an der Universität Gießen, wechselte jedoch zum Wintersemester 1982/83 zum Fach Betriebswirtschaftslehre. Den Abschluss als Diplom-Kaufmann erlangte er im Mai 1987 an der Universität Gießen und arbeitete anschließend bis 1992 dort als wissenschaftlicher Mitarbeiter am Lehrstuhl von Gerd Aberle. 1994 wurde er mit einer Arbeit zum Thema „Just-in-time-orientierte Fertigungs- und Logistikstrategien“. Diese Arbeit wurde 1995 mit dem Stinnes-Award und dem Konrad-Mellerowicz-Preis ausgezeichnet.
Von März 1993 bis September 1996 war Eisenkopf als Referent für Immobilienmarkt-Forschung bei Deutsche Bank Research für die Konzeption und den Aufbau eines wissenschaftlich fundierten Immobilienmarkt-Research zuständig und arbeitete unter dem Chefvolkswirt der Deutschen Bank, Norbert Walter zu. 1997 kehrte er als Wissenschaftlicher Assistent an den Fachbereich Wirtschaftswissenschaften der Universität Gießen zurück, wo er sich im Juli 2001 mit einer Arbeit über „Effiziente Straßenbenutzungsabgaben“ habilitierte.
Bis er im Mai 2003 als Professor für Wirtschaftswissenschaften an die Zeppelin University berufen wurde, war Eisenkopf Privatdozent an der Universität Gießen. Im Sommersemester 2003 war er zudem Gastprofessor an der Wirtschaftsuniversität Wien.
Von Oktober 2003 bis Ende 2006 stand Eisenkopf als Head of Department dem Department Corporate Management and Economics vor und von Juni 2016 bis Mai 2018 war als Vizepräsident Lehre und Didaktik für den gesamten Lehrbetrieb an der Zeppelin Universität verantwortlich.
Eisenkopf war von 2006 bis 2018 berufenes Mitglied des Wissenschaftlichen Beirates beim Bundesminister für Verkehr und digitale Infrastruktur und seit 2017 Mitglied des Wissenschaftlichen Beirates der Bundesvereinigung Logistik. Er war 2005 Mitglied des PRIMON-Konsortiums zur Untersuchung von Privatisierungsvarianten der Deutschen Bahn „mit und ohne Netz“ (PRIMON) im Auftrag des Bundesministeriums für Verkehr, Bau und Wohnungswesen und des Bundesministeriums der Finanzen.
Eisenkopf ist zudem ausgebildeter katholischer Kirchenmusiker (C-Prüfung) und war 25 Jahre als nebenamtlicher Organist tätig.

## Lehr- und Forschungstätigkeit
Alexander Eisenkopf behandelt im Rahmen seiner Forschungs- und Beratungsaktivitäten hauptsächlich Fragen der Transportökonomie, der Infrastruktur- und Verkehrspolitik sowie der Schnittstellen zwischen Transport, Verkehr und Umwelt. Er entwickelte Ansätze zur Gestaltung des Transportsektors in modernen Volkswirtschaften. Im Rahmen dessen kritisiert er u. a. die Euro-Rettungs-Politik.
Eisenkopf lehrt in grundlegenden volkswirtschaftlichen Lehrveranstaltungen (Einführung in die Volkswirtschaftslehre, Mikroökonomie) sowie Vertiefungsseminaren zu Transport, Logistik und Regulierung. Neben seiner Lehrtätigkeit an der Zeppelin Universität wirkt er im Master Transport und Logistik an der WU Wien mit.

## Kolumnen und Gastbeiträge
Eisenkopf veröffentlicht Kolumnen auf den Blogs ZU-Daily, The European und Tichys Einblick. Außerdem schrieb er Gastbeiträge für die FAZ, die Wirtschaftswoche und die Wirtschaftliche Freiheit.

## Position zum Klimawandel
2016 veröffentlichte Eisenkopf gemeinsam mit Andreas Knorr eine Stellungnahme im Nachgang zur Klimakonferenz in Paris. Dort schreiben sie, dass „die Reduktion von anthropogenem CO2“ „mit einem Fragezeichen“ zu versehen sei, ob „der insgesamt vergleichsweise geringen Relevanz dieses Gases für den Gesamttreibhausgaseffekt (anthropogen und natürlich verursacht)“. Mit Blick auf das 2-Grad-Ziel sagen sie: „Es besteht insbesondere Unklarheit darüber, wann die ökonomischen Nachteile einer Temperaturerhöhung deren Vorteile überwiegen.“ Sie führen mit Verweis auf eine Arbeit von Michael Limburg (Vizepräsident der Organisation EIKE, inzwischen auch Mitglied der AfD) aus dem Jahr 2010 aus: „So wird derzeit eine wissenschaftliche Arbeit intensiv diskutiert, die zeigt, ‚dass die bei der Berechnung der globalen Mitteltemperatur über einen Zeitraum von 150 Jahren unvermeidliche verbleibende Unsicherheit mindestens genau so groß ist wie die ganze offiziell angegebene Änderung über diesen Zeitraum […].‘ Sie schreiben, es sei naheliegend, dass mit einem ‚Wachstum der Weltbevölkerung auch ein entsprechender Anstieg der CO2-Konzentration‘ einhergehe.“

## Schriften (Auswahl)
- mit Andreas Knorr (Hrsg.): Neue Entwicklungen in der Eisenbahnpolitik. Berlin 2008.
- mit Gerd Aberle: Schienenverkehr und Netzzugang. Regulierungsprobleme bei der Öffnung des Schienennetzes und wettbewerbspolitische Empfehlungen zur Gestaltung des Netzzugangs. Hamburg 2002.
- Effiziente Straßenbenutzungsabgaben. Theoretische Grundlagen und konzeptionelle Vorschläge für ein Infrastrukturabgabensystem. Hamburg 2002 (zugleich Habilitationsschrift Gießen 2001).
- Just-In-Time-orientierte Fertigungs- und Logistikstrategien. Charakterisierung, transaktionskostentheoretische Analyse und wettbewerbspolitische Würdigung veränderter Zulieferer-Abnehmer-Beziehungen am Beispiel der Automobilindustrie. Hamburg 1994 (zugleich Dissertation Universität Gießen 1994).

## Publikationen in Fachzeitschriften (Auswahl)
- mit Andreas Knorr: Scheitert die Energie- und Klimawende im und am Verkehr? In: Rahel Schohmaker (Hrsg.): Die Europäische Energiewende. Berlin/Boston 2017, S. 191–218.
- PPP – kein relevanter Beitrag zur Lösung der Infrastrukturprobleme in Deutschland. In: Zeitschrift für Wirtschaftspolitik. 66. Jg., Heft 3, 2017, S. 246–255.
- mit Andreas Knorr und Andreas Lueg-Arndt: Fragmentation of North Atlantic and Transpacific Air Transport Markets? In: James Peoples (Hrsg.): Pricing Behavior and non-Price Characteristics in the Airline Industry, Advances in Airline Economics. Volume III, Emerald, Amsterdam/Boston/Heidelberg u. a. 2012, S. 193–212.
- mit Christian Grotemeier: Ist der Fahrscheinvertrieb eine Essential Facility? Diskussionsbeitrag zu Diskriminierungsproblemen beim Fahrscheinvertrieb im Schienenpersonennahverkehr. In: Der Nahverkehr. 27. Jg., Heft 3, 2009, S. 14–18.
- mit Andreas Knorr: Voluntary Carbon Offsets – ein Beitrag zum Klimaschutz im Luftverkehr? In: Internationales Verkehrswesen. 61. Jg., 2009, S. 64–70.
- Trennung von Infrastruktur und Transport als Organisationsmodell für die Branche Schienenverkehr. In: Gesellschaft für öffentliche Wirtschaft (Hrsg.): Auswirkungen der Globalisierung auf die öffentlichen Banken; Trennung von Infrastruktur und Betrieb. (= Beiträge zur öffentlichen Wirtschaft. Heft 26). Berlin 2008, S. 71–81.
- Logistik und Umwelt. In: H. Arnold, H. Isermann, A. Kuhn, H. Tempelmeier (Hrsg.): Handbuch Logistik. 3., neu bearbeitete Auflage. Berlin 2007, S. 1017–1050.
- Opening the Rail Freight Market in Europe – an Economic Assessment. In: Intereconomics. Vol. 41, Nr. 6, 2006, S. 292–295.
- Ökonomische Instrumente für einen umweltverträglichen Verkehr – Machbarkeit und Wirksamkeit. In: Technikfolgenabschätzung – Theorie und Praxis (TATuP). 15. Jahrgang, Nr. 3, 2006, S. 21–30.

Quelle: